# Arka Gdynia (koszykówka)
AMW Arka Gdynia – drużyna biorąca udział w rozgrywkach Orlen Basket Ligi, zarządzana przez spółkę "Koszykarski Klub Sportowy Gdynia S.A.". 9-krotny Mistrz Polski (2004-2012).
Do sezonu 1997/1998 włącznie drużyna występowała pod nazwą Trefl Sopot, następnie do sezonu 2007/2008 włącznie pod nazwą Prokom Trefl Sopot i do sezonu 2008/2009 włącznie pod nazwą Asseco Prokom Sopot. Od początku sezonu 2009/2010 drużyna, po przeniesieniu siedziby klubu do Gdyni, zmieniła nazwę na Asseco Prokom Gdynia (w tym samym czasie, na bazie protestu środowiska sopockich kibiców drużyny, powołany został klub Trefl Sopot; skład obu drużyn obejmował zawodników klubu Asseco Prokom Sopot). Od sezonu 2013/2014 nazwa drużyny została zmieniona na Asseco Gdynia. Przed rozpoczęciem sezonu 2018/2019 klub zmienił nazwę na Arka Gdynia, a przed sezonem 2019/2020 Asseco Arka Gdynia. Od sezonu 2022/2023 po zmianie sponsora tytularnego klub występować będzie pod nazwą Suzuki Arka Gdynia po tym, jak dotychczasowy sponsor firma Asseco Poland wycofała się ze sponsoringu koszykówki. 1 października 2023 roku sponsorem tytularnym klubu została Krajowa Grupa Spożywcza. Współpraca dobiegła końca 1 października 2024 roku. Tego dnia partnerem strategicznym klubu została Akademia Marynarki Wojennej w Gdyni. Drużyna w sezonie 2024/2025 występować będzie pod nazwą AMW Arka Gdynia

## Sukcesy
Krajowe
- Mistrzostwa Polski:
  -  Mistrz Polski (9x): 2004, 2005, 2006, 2007, 2008, 2009, 2010, 2011, 2012
  -  Wicemistrz Polski (2x): 2002, 2003
  -  Brązowy medalista MP (2x): 2001, 2019
- Puchar Polski
  -  Zwycięzca (4x): 2000, 2001, 2006, 2008
  -  Wicemistrz (2x): 2007, 2009
- Superpuchar Polski
  -  Zwycięzca (2x): 2001, 2010
  -  Wicemistrz (4x): 2000, 2007, 2011, 2012

Międzynarodowe
- Euroliga:
  - TOP 8 (1/4 finału): 2010
  - TOP 16 (1/8 finału): 2005, 2007, 2009
- Eurocup:
  - TOP 16 (1/8 finału): 2004
- Puchar Koracia:
  - TOP 8 (1/4 finału): 2001, 2002
- FIBA EuroCup Challenge:
  - FINAŁ: 2003

## Skład 2024/2025
Stan na 15 stycznia 2025.
| Nr | Poz. | Nar.              | Nazwisko i imię     | Data urodzenia | Wzrost | Masa ciała |
| -- | ---- | ----------------- | ------------------- | -------------- | ------ | ---------- |
| 2  | PG   | Stany Zjednoczone | Watson, Jordan      | 1995-08-14     | 188 cm |            |
| 3  | F    | Stany Zjednoczone | Tolbert III, Sage   | 1999-07-16     | 203 cm |            |
| 6  | F    | Polska            | Sewioł, Wiktor      | 1997-01-24     | 198 cm |            |
| 11 | PG   | Polska            | Kolenda, Łukasz     | 1999-07-28     | 195 cm |            |
| 14 | PG   | Polska            | Kowalczyk, Filip    | 2006-04-14     | 192 cm |            |
| 17 | C    | Polska            | Zabłocki, Jakub     | 2007-10-03     | 214 cm |            |
| 20 | G    | Serbia            | Nenadić, Nenanja    | 1994-01-02     | 197 cm |            |
| 23 | PF   | Serbia            | Gavrilović, Ivan    | 1996-03-06     | 206 cm |            |
| 22 | SG   | Polska            | Szymkiewicz, Daniel | 1994-11-02     | 195 cm |            |
| 30 | G/F  | Polska            | Garbacz, Jakub      | 1994-03-17     | 197 cm |            |
| 32 | C    | Polska            | Bogucki, Adrian     | 1999-11-18     | 215 cm |            |
| 34 | C    | Polska            | Hrycaniuk, Adam     | 1984-03-15     | 206 cm |            |
| 45 | C    | Serbia            | Djordjević, Stefan  | 1998-12-04     | 206 cm |            |
| 77 | PF   | Polska            | Szumert, Jakub      | 2005-12-04     | 203 cm |            |

Trener:  Bartosz Sarzało
 Asystenci: Krzysztof Szubarga, Roman Tymański

## Skład 2023/2024
Stan na 18 marca 2024
| Nr | Poz. | Nar.              | Nazwisko i imię      | Data urodzenia | Wzrost | Masa ciała |
| -- | ---- | ----------------- | -------------------- | -------------- | ------ | ---------- |
| 20 | PG   | Stany Zjednoczone | Alford, Bryce        | 1988-01-18     | 188 cm | 84 kg      |
| 32 | C    | Polska            | Bogucki, Adrian      | 1999-11-18     | 215 cm | 122 kg     |
| 11 | SF   | Polska            | Wołoszyn, Bartłomiej | 1986-08-09     | 196 cm | 96 kg      |
| 2  | SG   | Polska            | Marchewka, Kacper    | 2002-07-24     | 195 cm | 88 kg      |
| 34 | C    | Polska            | Hrycaniuk, Adam      | 1984-03-15     | 206 cm | 108 kg     |
|    | SG   | Polska            | Matczak, Filip       | 1993-09-18     | 187 cm |            |
| 8  | SF   | Polska            | Czoska, Nikodem      | 2002-04-22     | 203 cm | 79 kg      |
| 11 | SF   | Polska            | Kamiński, Grzegorz   | 2000-05-14     | 200 cm | 90 kg      |
| 33 | PF   | Serbia            | Kenić, Stefan        | 1997-04-27     | 206 cm | 101 kg     |
| 1  | SG   | Polska            | Kołakowski, Szymon   | 2003-11-03     | 193 cm |            |
| 22 | PF   | Stany Zjednoczone | LeDay, Seth          | 1996-06-20     | 201 cm | 98 kg      |
| 21 | C    | Polska            | Nagel, Maciej        | 2005-09-14     | 205 cm |            |
| 0  | PG   | Polska            | Pluta, Andrzej       | 2000-06-03     | 190 cm | 80 kg      |
| 77 | PF   | Polska            | Szumert, Jakub       | 2005-12-04     | 203 cm |            |
| 3  | PF   | Polska            | Wilczek, Maksymilian | 2004-06-13     | 197 cm |            |

Trener:  Wojciech Bychawski (koszykarz)
 Asystenci: Krzysztof Roszyk, Bartosz Sarzało, Roman Tymański

## Nagrody i wyróżnienia

### Indywidualne
| MVP sezonu - Joe McNaull (2003) - Tomas Pačėsas (2004) - Adam Wójcik (2005) - Goran Jagodnik (2006) - Qyntel Woods (2010) - James Florence (2019) MVP Finałów PLK - Tomas Pačėsas (2004) - Adam Wójcik (2005) - Tomas Masiulis (2006) - Donatas Slanina (2007) - Filip Dylewicz (2008) - Qyntel Woods (2009) - David Logan (2010) - Daniel Ewing (2011) - Jerel Blassingame (2012) MVP meczu gwiazd - Gary Alexander (1998) - Joseph McNaull (2003) MVP Pucharu Polski - Igor Milicić (2001) - Christian Dalmau (2006) Najlepszy Polski Zawodnik PLK - Krzysztof Szubarga (2017) | Najlepszy Młody Zawodnik PLK - Mateusz Ponitka (2012, 2013) - Przemysław Żołnierewicz (2016) - Marcel Ponitka (2017, 2018) Największy Postęp PLK - Rafał Bigus (2001) - Jakub Garbacz (2018) Najlepszy Rezerwowy PLK - Mark Miller (2004) - Rašid Mahalbašić (2013) Najlepszy w obronie PLK - Tomas Masiulis (2004, 2006) - Pape Sow (2008) - Piotr Szczotka (2011, 2012) - A.J. Walton (2014) Najlepszy Trener PLK - Eugeniusz Kijewski (2004, 2006) - Przemysław Frasunkiewicz (2019) I skład I ligi (Dotyczy zawodników Asseco Prokomu II Gdynia) - Grzegorz Mordzak (2011) - Tomasz Wojdyła (2011) I skład II ligi grupy A (Dotyczy zawodników Asseco Prokomu II Gdynia) - Michał Kołodziej (2016) - Łukasz Frąckiewicz (2016) | I skład PLK (^ – w sezonach 1999/2000−2002/2003 wybierano osobno najlepszy skład polskich zawodników i zagranicznych.) - Rafał Bigus (2001^) - Josip Vranković (2001^, 2002^) - Michael Ansley (2001^) - Joseph McNaull (2002^, 2003^) - Goran Jagodnik (2003^, 2004) - Tomas Masiulis (2004) - Tomas Pačėsas (2004) - Adam Wójcik (2006) - Christian Dalmau (2007) - Donatas Slanina (2007) - Hüseyin Beşok (2007) - Milan Gurović (2008) - Filip Dylewicz (2008) - David Logan (2010) - Qyntel Woods (2010) - Daniel Ewing (2011) - Ratko Varda (2011) - Donatas Motiejūnas (2012) - Krzysztof Szubarga (2017) - James Florence (2019) - Josh Bostic (2019) |

| Uczestnicy meczu gwiazd n.w. – nie wystąpił z powodu kontuzji pl – mecz gwiazd – reprezentacja Polski vs gwiazdy PLK NBL – mecz gwiazd PLK vs NBL rozgrywany w latach 2013–2014 - Przemysław Frasunkiewicz (1996 – jako zawodnik II ligi) - Wojciech Kukuczka (1996 – jako zawodnik II ligi) - Gary Alexander (1997 – pl, 1998) - Kenny Williams (1999) - Michał Hlebowicki (2000) - Joseph McNaull (2003) - Goran Jagodnik (2003, 2004-pl, 2005, 2006) - Josip Vranković (2003) - Jiří Zídek (2003) - Darius Maskoliūnas (1999 – pl, n.w., 2003 – n.w.) - Tomas Masiulis (2003 – n.w., 2004-pl, 2005) - Adam Wójcik (2005, 2006) - István Németh (2005) - Tomas Pačėsas (2005) - Christian Dalmau (2006) - Rashid Atkins (2007) | - Donatas Slanina (2008) - Milan Gurović (2008) - Filip Dylewicz (2004-pl, n.w., 2008, 2009, 2009-pl) - Krzysztof Roszyk (2008) - David Logan (2009, 2010 – n.w., 2010-pl) - Qyntel Woods (2010 – n.w., 2010-pl) - Ronnie Burrell (2010 – n.w.) - Ratko Varda (2011) - Daniel Ewing (2011) - Mateusz Ponitka (2013 – NBL) - Przemysław Zamojski (2009-pl, 2013 – NBL) - Krzysztof Wilangowski (1997 – pl) - Daniel Blumczyński (1999-pl) - Goran Savanović (1999-pl, n.w.) - Piotr Szybilski (2000-pl-n.w.) - Andrzej Pluta (2004-pl, n.w.) - Koko Archibong (2009-pl, n.w.) - Adam Hrycaniuk (2010-pl) - Adam Łapeta (2010-pl) |

| Uczestnicy konkursu wsadów PLK pogrubienie – oznacza zwycięzcę konkursu pl – mecz gwiazd – reprezentacja Polski vs gwiazdy PLK NBL – mecz gwiazd PLK vs NBL rozgrywany w latach 2013–2014 - Przemysław Frasunkiewicz (1997) - Gary Alexander (1997-pl, 1998) - Przemysław Zamojski (2013-NBL) | Uczestnicy konkursu rzutów za 3 punkty PLK - Goran Jagodnik (2005) - Christian Dalmau (2006, 2007) - Donatas Slanina (2008) - David Logan (2009) - Przemysław Zamojski (2013-NBL) |

### Drużynowe
- Największy wkład w promocję młodych talentów w Energa Basket Lidze w sezonie 2021/22[6]

## Historia

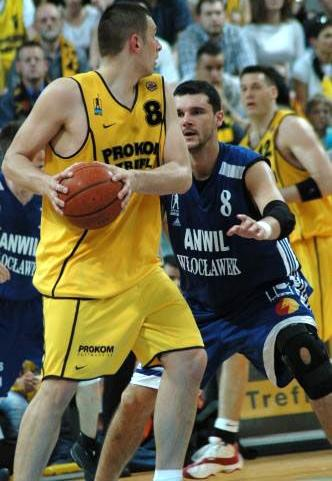
Podczas meczu PLK: Filip Dylewicz (Trefl) i Robert Witka (Anwil)

### Sezon 1995/1996
30 czerwca 1995 roku w Gdańsku zarejestrowano Sopockie Stowarzyszenie Koszykówki Trefl. Pomysłodawcą i głównym założycielem klubu był prezes firmy Trefl Kazimierz Wierzbicki. Drużyna przystąpiła do rozgrywek III ligi i w marcu 1996 roku podczas turnieju rozgrywanego w Hali AWF w Gdańsku wywalczyła awans do II ligi, pokonując MKS Sokół Międzychód oraz rezerwy Instalu Białystok i Mazowszanki Pruszków. Zakontraktowano zawodnika z USA – był nim 24-letni obrońca Chad Faulkner.
Skład: Robert Wieczorek, Tomasz Rospara, Przemysław Frasunkiewicz, Wojciech Kamiński, Maciej Kulczyk, Chad Faulkner, Przemysław Król, Wojciech Niewolski, Michał Kowalski, Piotr Bruździak, Marcin Chojnacki, Wojciech Kukuczka
Trener: Adam Ziemiński

### Sezon 1996/1997
Wzmocnieni kolejnymi Amerykanami – Stephenem Cambellem oraz (przed fazą play-off) Antoine’em Gillespiem sopocianie wywalczyli awans do ekstraklasy. W półfinale play-off pokonali Kotwicę Kołobrzeg, a w finale Stal Ostrów Wielkopolski. Drużyna rozgrywała swoje mecze w Hali SKT w Sopocie.
Skład: Piotr Bruździak, Stephen Cambell, Marcin Chojnacki, Chad Faulkner, Przemysław Frasunkiewicz, Piotr Gajewski, Antoine Gillespie, Wojciech Kamiński, Przemysław Król, Wojciech Kukuczka, Wojciech Niewolski, Roman Olszewski, Bartosz Potulski, Wojciech Puścion, Jacek Rosiński, Tomasz Rospara, Jacek Węsierski
Trener: Adam Ziemiński

### Sezon 1997/1998
Pierwszy sezon w najwyższej klasie rozgrywkowej drużyna zakończyła na 9. miejscu.
Skład: Gary Alexander, Radosław Czerniak, Przemysław Frasunkiewicz, Gregory Hillman, Przemysław Król, Wojciech Kukuczka, Roman Olszewski, Edgar Padilla, Bartosz Potulski, Jacek Rosiński, Tomasz Rospara, Grzegorz Skiba, Krzysztof Wilangowski
Trenerzy: Tadeusz Aleksandrowicz/Tomasz Służałek, Krzysztof Koziorowicz

### Sezon 1998/1999
Skład: Gregor Belina, Radosław Czerniak, Filip Dylewicz, Przemysław Frasunkiewicz, Michał Hlebowicki, Byron Houston, Łukasz Kasperzec, Paweł Kowalczuk, Dariusz Lewandowski, Bartosz Potulski, Tomasz Rospara, Kenny Williams

Zawodnicy zwolnieni: Duane Cooper, Ronnie Henderson, Antwan Johnson, Brian Miles, Ike Nwankwo, Galen Robinson, Giennadij Siłantiew

Trenerzy: Arkadiusz Koniecki (10-18), Krzysztof Koziorowicz (6-3)

### Sezon 1999/2000
Pod wieloma względami przełomowy sezon dla klubu. Do Sopotu trafili m.in. utytułowany Litwin Darius Maskoliunas czy mający za sobą występy w lidze NBA Amerykanin Jerrod Mustaf. W połowie sezonu funkcję pierwszego trenera objął Eugeniusz Kijewski. Sezon ligowy drużyna zakończyła na 9. miejscu, ale zdobyła pierwszy w swojej historii Puchar Polski, pokonując w finale Hoop Pruszków 79:63.
Skład: Daniel Blumczyński, Jarosław Darnikowski, Filip Dylewicz, Przemysław Frasunkiewicz, Michał Hlebowicki, Łukasz Kasperzec, Paweł Kowalczuk, Dariusz Lewandowski, Corey Louis, Paweł Machynia, Darius Maskoliunas, Jerrod Mustaf, Ike Nwankwo, Bartosz Potulski, Goran Savanović, Zoran Stevanović
Trenerzy: Ryszard Szczechowiak/Eugeniusz Kijewski, Mariusz Karol

### Lata 2000–2009
Sezon 2000–2001 był krokiem naprzód dla ekipy z Sopotu, która obroniła Puchar Polski, a także zdobyła brązowy medal w 2001 roku w mistrzostwach Polski.
W następnych dwóch sezonach zespół dwukrotnie przegrywał w finale mistrzostw Polski, ulegając: w 2002 roku Śląskowi Wrocław 1:4, a w 2003 Anwilowi Włocławek 2:4.
Od roku 2004 drużyna jest niepokonana w mistrzostwach Polski, zwyciężając: w 2004 Śląsk Wrocław 4:1, w 2005 i 2006 Anwil Włocławek 4:2 i 4:1, a w latach 2007-2009 trzykrotnie Turów Zgorzelec odpowiednio 4:1, 4:3 (seria zaczęła się od stanu 0:2) i 4:1, poprawiając tym samym rekord liczby mistrzowskich tytułów z rzędu Śląska Wrocław z lat 1998–2002.

### Sezon 2009/2010
Skład zespołu: 9 Krauze,
11 Harrington,
12 Logan,
13 Kostrzewski,
14 Jagla,
15 Sikora,
16 Łapeta,
17 Zamojski,
20 Szczotka,
21 Varda,
24 Woods,
28 Seweryn,
30 Burrell,
32 Ewing,
34 Hrycaniuk
Trener Pačėsas

### Skład 2015/2016
Stan na 14 lutego 2019.
| Nr | Poz. | Nar.                 | Nazwisko i imię           | Data urodzenia | Wzrost | Masa ciała |
| -- | ---- | -------------------- | ------------------------- | -------------- | ------ | ---------- |
| 41 | C    | Polska               | Parzeński, Jakub          | 1991-12-03     | 212 cm | 104 kg     |
| 15 | SF   | Polska               | Frasunkiewicz, Przemysław | 1979-01-08     | 201 cm | 106 kg     |
| 7  | PG   | Polska               | Kowalczyk, Sebastian      | 1993-03-25     | 188 cm | 75 kg      |
| 14 | G/F  | Polska               | Czerlonko, Wojciech       | 1995-11-16     | 198 cm | 92 kg      |
| 8  | G    | Polska               | Matczak, Filip            | 1993-09-18     | 187 cm | 68 kg      |
| 20 | F    | Polska               | Szczotka, Piotr           | 1981-06-17     | 196 cm | 92 kg      |
| 10 | G/F  | Polska               | Żołnierewicz, Przemysław  | 1995-07-03     | 196 cm | 90 kg      |
| 18 | C    | Bośnia i Hercegowina | Ahmedović, Emir           | 1994-11-08     | 213 cm | 92 kg      |
| 27 | C    | Polska               | Frąckiewicz, Łukasz       | 1996-12-27     | 205 cm |            |
| 11 | SG   | Polska               | Jankowski, Bartosz        | 1996-08-04     | 195 cm | 90 kg      |
| 24 | SG   | Polska               | Kamiński, Karol           | 1997-10-28     | 193 cm | 84 kg      |
| 12 | C    | Serbia               | Kaplanović, Đorđe         | 1995-03-21     | 209 cm | 99 kg      |
| 2  | PG   | Stany Zjednoczone    | Hickey, Anthony           | 1992-11-22     | 180 cm | 84 kg      |
| 25 | F    | Polska               | Kołodziej, Michał         | 1997-07-02     | 203 cm | 88 kg      |
| 3  | SG   | Polska               | Konopatzki, Mariusz       | 1996-03-25     | 192 cm |            |
| 0  | F    | Polska               | Majchrzak, Karol          | 1997-06-08     | 196 cm |            |
| 17 | C/F  | Rosja                | Morozov, Maxim            | 1996-08-05     | 204 cm | 92 kg      |
| 13 | F    | Polska               | Szymański, Jędrzej        | 1997-07-02     | 194 cm |            |
| 4  | PG   | Polska               | Wieluński, Marcin         | 1996-03-27     | 196 cm | 79 kg      |

Trener:  Tane Spasev
 Asystenci: Piotr Blechacz, Jakub Sztejnwald

### Zastrzeżone numery
- 12 – Goran Jagodnik
- 15 – Tomas Pačėsas

- 24 – Qyntel Woods

## Obcokrajowcy
Stan na 15.01.2025.

- Chad Faulkner  (1996–1997)
- Steven Cambell  (1996–1997)
- Antoine Gillespie  (1996–1997)
- Gary Alexander  (1997–1998, 2001–2001)¹
- Gregory Hillman  (1997–1998)
- Edgar Padilla  (1997–1998)
- Gregor Belina  (1998)
- Byron Houston  (1998–1999)¹
- Kenny Williams  (1998–1999)
- Duane Cooper  (1998–1999)¹
- Ronnie Henderson  (1998)
- Antwan Johnson  (1998)
- Brian Miles  (1998)
- Ike Nwankwo  (1998, 1999)
- Galen Robinson  (1998)
- Giennadij Siłantiew  (1998)
- Phil Cartwright  (1999)
- Corey Louis  (1999–2000)
- Darius Maskoliūnas  (1999–2005)
- Jerrod Mustaf  (1999–2001)¹
- Goran Savanović  (1999–2000)
- Zoran Stevanović  (1999)
- Venson Hamilton  (2000)
- David Hinton  (2000–2001)
- Goran Kalamiza  (2000)
- Michael Ansley  (2000–2002)¹
- Igor Miličić / (2000–2002, 2007–2008)
- Josip Vranković  (2000–2003)
- Alan Gregov  (2001–2002)
- Dragan Marković  (2001–2004)
- Joseph McNaull / (2001–2003)
- Drew Barry  (2002–2003)¹
- Todd Fuller  (2002–2003)¹
- Goran Jagodnik  (2002–2006)
- Tomas Masiulis  (2002–2008)
- Jiří Zídek  (2002–2003)¹
- Jermaine Boyette  (2003)
- Travis Conlan  (2003)
- Miroslav Radosević  (2003)
- Kebu Stewart  (2003)¹
- Denis Vrsaljko  (2003)
- Gintaras Einikis  (2003–2004)
- Dušan Jelić  (2003–2004)
- Mark Miller  (2003–2005)
- Tomas Pačėsas  (2003–2007)
- Harold Jamison  (2004)¹
- Andrija Cirić  (2004–2005)
- Desmon Farmer  (2004–2005)³
- Istvan Nemeth  (2004–2006)
- Aleksandar Radojević  (2004–2005)
- Ali Bouziane  (2005–2006)
- Michael Andersen  (2005–2007)
- Rashid Atkins  (2005–2007)
- Christian Dalmau  (2005–2007)
- Jeff Nordgaard / (2005–2007)¹
- Justin Hamilton  (2006–2007)
- Hüseyin Beşok  (2006–2007)
- Jasmin Hukić  (2006–2007)
- Donatas Slanina  (2006–2008)
- Travis Best  (2007)¹
- Tomas Van Den Spiegel  (2007)
- Dajuan Wagner  (2007)¹
- Rubén Wolkowyski / (2007)  ¹
- Milan Gurović  (2007–2008)
- Christos Harissis  (2007–2008)
- Tim Kisner  (2007–2008)
- Simonas Serapinas  (2007–2008)
- Mustafa Shakur  (2007–2008)³
- Pape Sow  (2007–2008, 2009)¹
- Jovo Stanojević  (2007–2008)
- Koko Archibong / (2008–2009)
- Aleksej Nesović  (2008–2009)
- Tyrone Brazelton  (2008–2010)
- Pat Burke  (2008–2009)¹
- Ronald Burrell  (2008–2011)
- Daniel Ewing  (2008–2011)¹
- David Logan / (2008–2010)
- Qyntel Woods  (2008–2011)¹
- Lorinza Harrington  (2009–2010)¹
- Jan-Hendrik Jagla  (2009–2010)
- Ratko Varda  (2009–2011)
- Bobby Brown  (2010)¹
- J.R. Giddens  (2010)¹
- Channing Toney  (2010)
- Mike Wilks  (2010)¹²
- Tommy Adams  (2010–2011)
- Courtney Eldridge  (2010–2011)
- Filip Widenow  (2010–2011)
- Jerel Blassingame  (2011–2013)
- Fiodor Dmitrijew  (2011–2012, 2013–2014)
- Quinton Day  (2011–2012)
- Michael Kuebler  (2011–2012)
- Donatas Motiejūnas  (2011–2012)³
- Alex Acker  (2012)
- Julian Khazzouh  (2012)
- Frank Robinson  (2012)
- Drew Viney  (2012)
- Rašid Mahalbašić / (2012–2013)
- Ryan Richards  (2012)
- Maksim Kovacević  (2013–2014)
- Filip Zekavicić  (2013)
- Ovidijus Galdikas  (2013–2015)
- A.J. Walton  (2013–2015)
- Lazar Radosavljević  (2014–2015)
- Emir Ahmedović  (2015)
- Anthony Hickey  (2015–2016)
- Đorđe Kaplanović  (2015–2016)
- Anton Kobylinskij  (2015)
- Maksym Morozow  (2015–2016)
- James Florence  (2018–2019, 2022-)
- Josh Bostic  (2018–2020)
- Robert Upshaw  (2018–2019)
- Deividas Dulkys  (2018–2019)
- Marcus Ginyard  (2019)
- Phil Greene  (2019–2020)
- Leyton Hammonds  (2019–2020)
- Ben Emelogu  (2019–2020)
- DeVonte Upson  (2019–2020)
- Armani Moore  (2019)
- Kyndall Dykes  (2020)
- Mickell Gladness  (2020)¹
- Karlo Vragović  (2021)
- Novak Musić  (2021-2023)
- Lamonte Turner  (2021)
- Jacobi Boykins  (2021–2022)
- David Czerapowicz  (2021–2022)
- Anthony Durham  (2021–2022)
- Jordan Harris  (2022-01.2023)
- Trey Wade  (2022-2023)
- Billy Garrett  (2022)
- D.J. Fenner  (2022-2023)
- Stefan Kenić  (2023-2024)
- Bryce Alford  (2023-2024)
- Seth LeDay  (01.2024-2024)
- Jabril Durham  (2024-2024)
- Stefan Đorđević  (2024-)
- Tomas Pacesas jr  (2024-2025)
- Sage Tolbert III  (2024-)
- Nemanja Nenadić  (2024-)
- Jordan Watson  (2024-)
- Ivan Gavrilović  (2025-)

¹ – zawodnik z wcześniejszym doświadczeniem w NBA

² – mistrz NBA 

³ – zawodnik, który trafił do NBA na późniejszym etapie swojej kariery

## Podsumowanie sezonów

### Polska Liga Koszykówki
| Sezon     | Ostateczne miejsce | Miejsce po sezonie zasadniczym | Trener                   | Trener                   |                 |
| 1997/1998 | 9                  | 12                             | Tadeusz Aleksandrowicz   | Tomasz Służałek          |                 |
| 1998/1999 | 11                 | 11                             | Arkadiusz Koniecki       | Krzysztof Koziorowicz    |                 |
| 1999/2000 | 9                  | 9                              | Ryszard Szczechowiak     | Eugeniusz Kijewski       |                 |
| 2000/2001 | 3                  | 4                              | Eugeniusz Kijewski       | Eugeniusz Kijewski       |                 |
| 2001/2002 | 2                  | 2                              | Eugeniusz Kijewski       | Eugeniusz Kijewski       |                 |
| 2002/2003 | 2                  | 1                              | Eugeniusz Kijewski       | Eugeniusz Kijewski       |                 |
| 2003/2004 | 1                  | 2                              | Eugeniusz Kijewski       | Eugeniusz Kijewski       |                 |
| 2004/2005 | 1                  | 1                              | Eugeniusz Kijewski       | Eugeniusz Kijewski       |                 |
| 2005/2006 | 1                  | 1                              | Eugeniusz Kijewski       | Eugeniusz Kijewski       |                 |
| 2006/2007 | 1                  | 1                              | Eugeniusz Kijewski       | Eugeniusz Kijewski       |                 |
| 2007/2008 | 1                  | 2                              | Eugeniusz Kijewski       | Tomas Pačėsas            |                 |
| 2008/2009 | 1                  | 1                              | Tomas Pačėsas            | Tomas Pačėsas            |                 |
| 2009/2010 | 1                  | 1                              | Tomas Pačėsas            | Tomas Pačėsas            |                 |
| 2010/2011 | 1                  | 1                              | Tomas Pačėsas            | Tomas Pačėsas            |                 |
| 2011/2012 | 1                  | 1                              | Andrzej Adamek           | Andrzej Adamek           |                 |
| 2012/2013 | 6                  | 4                              | Andrzej Adamek           | Andrzej Adamek           |                 |
| 2013/2014 | 7                  | 7                              | David Dedek              | David Dedek              |                 |
| 2014/2015 | 7                  | 7                              | David Dedek              | David Dedek              |                 |
| 2015/2016 | 8                  | 8                              | Tane Spasew              | Tane Spasew              |                 |
| 2016/2017 | 13                 | 13                             | Przemysław Frasunkiewicz | Przemysław Frasunkiewicz |                 |
| 2017/2018 | 11                 | 11                             | Przemysław Frasunkiewicz | Przemysław Frasunkiewicz |                 |
| 2018/2019 | 3                  | 1                              | Przemysław Frasunkiewicz | Przemysław Frasunkiewicz |                 |
| 2019/2020 | 4                  | 4                              | Przemysław Frasunkiewicz | Przemysław Frasunkiewicz |                 |
| 2020/2021 | 15                 | 15                             | Przemysław Frasunkiewicz | Piotr Blechacz           |                 |
| 2021/2022 | 13                 | 13                             | Miloš Mitrović           | Miloš Mitrović           |                 |
| 2022/2023 | 10                 | 10                             | Krzysztof Szubarga       | Krzysztof Szubarga       |                 |
| 2023/2024 | 13                 | 13                             | Wojciech Bychawski       | Wojciech Bychawski       |                 |
| 2024/2025 | 15                 | 15                             | Artur Gronek             | Nikola Vasilev           | Bartosz Sarzało |